# Lövtjärnet (Sunne socken, Värmland)
Lövtjärnet är en sjö i Sunne kommun i Värmland och ingår i Göta älvs huvudavrinningsområde.